# Hyeongsa
Hyeongsa (hangul 형사; lit. "Detectiu") comercialitzada internacionalment com Duelist, és una pel·lícula d'arts marcials de Corea del Sud de 2005 dirigida per Lee Myung-se.

## Argument
La pel·lícula s'obre amb un conte de peixos narrat per un metaller de classe baixa en una taverna al sud-oest de Corea de l'època de Joseon. L'escena passa a un circ de carrer, en el qual un elegant mestre d'espases emmascarat (Gang Dong-won) fascina el seu públic al mercat. El detectiu encobert Ahn (Ahn Sung-ki) i el seu protegit Namsoon (Ha Ji-won) estan buscant una banda sospitosa de falsificadors de diners, quan el mestre d'espases emmascarat acaba el seu programa matant un funcionari del govern que porta la fosa metàl·lica de la moneda del regne.
El mestre d'espases s'escapa quan un carro xoca i llança una muntanya de monedes falses, provocant commoció pública. La distracció és un èxit, però la Namsoon va perseguir i es va enfrontar en duel amb el mestre d'espases/duelista que s'escapava, demostrant-se que era una mestra d'arts marcials especialitzada en un parell de ganivets llargs. Ella va aconseguir tallar una quarta part de la seva màscara i va mirar el seu ull revelat abans que s'escapés. Ella i el seu equip es queden amb els cossos de la banda de falsificacions, aparentment massacrats en un instant per un duelista desconegut.
Aleshores es revela que les monedes falses s'estan estenent de manera salvatge entre la població, provocant una hiperinflació que amenaça la monarquia. Les forces policials estan decidides a trobar i arrestar els falsificadors, que es creu que inclouen una persona privilegiada al govern. A partir d'una connexió secreta, els detectius obtenen una imatge del duelista, conegut pels seus "Ulls tristos", que Namsoon reconeix de la seva trobada anterior. La seva sospita apunta a Song, el poderós ministre de Defensa. Aquesta sospita es confirma quan en Namsoon veu que el duelista entra a la mansió de Song.
Namsoon i Ahn no persegueixen el duelista. Tanmateix, mentre Namsoon camina sola a la nit, Ulls Tristos apareix de les ombres, preguntant-li si el segueix "perquè t'agrado jo?" Namsoon ataca, entrant en un duel que comença a ser afectuós. Finalment, desapareix després de fer un petit tall a la seva roba, revelant el seu escot. La decidida Namsoon convenç el seu equip perquè s'infiltri al palau del ministre Song. Aquest pla s'implementa, donant com a resultat que només Namsoon tingui èxit en la seva aparença poc disfressada com una dama de plaer. Casualment, acaba havent de servir el duelista en privat, cosa que ella maneja amb molta falta de tacte.
Song truca al duelista, interrompent la sessió de Namsoon amb ella. Song resulta ser un magnífic espadatxí, l'única persona que pot superar el duelista. La seva conversa revela que Song planeja enderrocar el jove rei regnant i substituir-lo pel seu futur gendre i que el duelista ha estat involucrat en aquest pla des de la infància. Song recorda a Ulls Tristos que el duelista pot matar-lo sempre que desconfïi d'ell, donant a entendre que el duelista podria ser la successió reial prevista. Song diu que sempre va estimar el duelista com un fill.
Després d'haver agredit Ulls Tristos en públic, Namsoon és acomiadada del cas pel seu director, només per ser assignada en secret per trobar les proves finals per demostrar la implicació de Song. En escoltar els objectius de Namsoon, el duelista va donar les proves necessàries en una reunió secreta amb ella, sacrificant així el seu destí. Namsoon s'adona dels seus sentiments per Ulls Tristos. La figura paterna Ahn ho reconeix i li aconsella que renunci als seus sentiments, ja que ell és un criminal mentre ella està amb la policia. La pel·lícula arriba al clímax quan desenes de policies armats envolten la mansió de Song i ataquen el duelista i Song, així com els altres funcionaris corruptes. En la seva darrera conversa, el ministre va intentar pronunciar el veritable nom del duelista sense nom, però la policia els separa i el detectiu Ahn mata el ministre.
Després de la batalla, Namsoon busca ansiosament el destí del duelista, només per a Ahn que li diu que "és mort". Devastada, torna als carrils on es va trobar el duelista, obsessionat per les seves imatges. Mentre ella camina cap enrere, el duelista apareix una vegada més davant d'ella. Namsoon sent que finalment pot expressar els seus sentiments, i en un desenllaç, la parella balla en un combat pintoresc sota la llum de la lluna. Es barallaven "com si fessin l'amor", però després "desaparegueren de cop", segons narra el metaller de la taverna des de la primera escena.
L'escena final mostra a Namsoon i Ulls Tristos observant-se des de la distància al mercat.

## Repartiment
- Ha Ji-won com el detectiu Namsoon[4]
- Gang Dong-won com Ulls Tristos
- Ahn Sung-ki com el detectiu Ahn
- Song Young-chang com a ministre Song Pil-joon
- Yoon Joo-sang com a Bong-chool
- Fes Yong-goo
- Shim Cheol-jong
- Bae Joong-sik com el detectiu Bae
- Hwang Eui-doo com el detectiu Hwang
- Jang In-bo com el detectiu Jang
- Kim Jung-tae com a Ga Do-chi

## Premis i nominacions
2005 Premis de Cinema Drac Blau
- Millor direcció artística: Cho Geun-hyun, Lee Hyeong-ju
- Millor il·luminació: Shin Kyung-man
- Premi Estrella Popular: Ha Ji-won, Gang Dong-won
- Nominació - Millor actor secundari: Ahn Sung-ki
- Nominació – Millor fotografia: Hwang Ki-seok
- Nominació - Premi tècnic: Jang Seong-ho (CG)

Premis del Cinema Coreà del 2005 
- Nominació – Millor fotografia: Hwang Ki-seok
- Nominació - Millor direcció artística: Cho Geun-hyun, Lee Hyeong-ju
- Nominació – Millors efectes visuals: Jang Seong-ho
- Nominació – Millor so: Park Jun-oh

2006 Baeksang Arts Awards
- Millor director: Lee Myung-se
- Nominació - Millor pel·lícula

2006 Premis Gran Campana
- Millor direcció artística: Cho Geun-hyun, Lee Hyeong-ju
- Nominació - Millor actor secundari: Ahn Sung-ki
- Nominació – Millor fotografia: Hwang Ki-seok
- Nominació - Millor muntatge: Ko Im-pyo
- Nominació – Millor il·luminació: Shin Kyung-man
- Nominació – Millor disseny de vestuari: Jung Kyung-hee
- Nominació – Millors efectes visuals: MoFac Studio